# Catocala conversa
Catocala conversa, auch Schmalflügeliges Gelbes Ordensband genannt, ist ein Schmetterling (Nachtfalter) aus der Familie der Eulenfalter (Noctuidae).

## Merkmale

### Falter
Die Flügelspannweite der Falter von Catocala conversa beträgt 50 bis 54 Millimeter. Die Art gehört zu den mittelgroßen Ordensband-Arten. Ihre Vorderflügel zeigen verschiedene Brauntöne, wodurch sie sich bei dachförmig zusammengelegten Flügeln kaum von der Baumrindenunterlage, auf der sie bevorzugt ruhen, abheben. Wurzel- und oberes Mittelfeld sind hell graubraun, das Saumfeld dunkelbraun gefärbt. Zwischen den inneren Querlinien sowie zwischen äußerer Querlinie und Wellenlinie heben sich rotbraune Tönungen ab. Alle Bereiche um die Makeln sind dunkelbraun überstäubt. Gelegentlich erscheinen auch Exemplare, die eine mehr graue oder gelbbraune Grundfärbung aufweisen. Die Hinterflügel haben eine kräftig gelbe bis orangegelbe Farbe, ein breites, schwarzbraunes Außen-, ein schmaleres, leicht gewelltes Mittelband sowie abwechselnd gelbe und schwarzbraune Fransen mit einem etwas verlängerten weißgelben Bereich in der Nähe des Apex.

### Ei, Raupe, Puppe
Das Ei ist sehr flach. Es hat schwache, leicht gewellte Längsrippen und eine rötlichgelbe Färbung, die zuweilen mit einer schmalen, weißen Binde aufgehellt ist. Die Raupen sind braun bis fast schwarz gefärbt. Sie werden bis zu 60 Millimeter lang, haben helle sowie rotbraune Punkte und schwach ausgebildete, blasse Streifen. Die Puppe hat eine gestreckte Form, einen langen, gerunzelten Kremaster, der außerdem einige längere und auch kürzere Borsten aufweist.

### Ähnliche Arten
Die ähnlichen Arten Catocala hymenaea, Catocala nymphagoga und Catocala diversa sind deutlich kleiner. Von der etwa gleich großen Catocala nymphaea unterscheidet sich Catocala conversa durch das Fehlen eines gelben Flecks im dunklen Außenband der Hinterflügel. Das ebenfalls ähnliche Gelbe Ordensband (Catocala fulminea) unterscheidet sich durch eine sehr stark gezähnte Querlinie der Vorderflügel und eine stark nach innen gebogene dunkle mittlere Binde der Hinterflügel. Alle vorgenannten Arten zeigen auch eine weniger markante Zeichnung der Vorderflügel.

## Geographische Verbreitung und Lebensraum
Bei Catocala conversa handelt es sich um eine von Nordwestafrika durch Südeuropa verbreitete Art, die nördlich bis Südfrankreich, dem Kanton Wallis in der Schweiz, den Südalpentälern und dem Gardaseegebiet, bis ins südöstliche Österreich (Kärnten, Steiermark, Burgenland), Tschechien, die Slowakei, Rumänien und Südrussland vordringt. In den Alpen ist sie bis auf 800 Meter Höhe anzutreffen. Sie kommt auch auf den Inseln Korsika, Sardinien, Sizilien und Kreta vor. Außerdem ist sie aus Kleinasien, Armenien und dem Kaukasus bekannt. Die Tiere bevorzugen Waldgebiete mit Eichenbestand.

## Lebensweise
Die Falter fliegen im Juni bis September und besuchen künstliche Lichtquellen. Gelegentlich nehmen die Falter mittels ihres Saugrüssels Baumsäfte auf und können auch mit einem Köder angelockt werden. Die Raupen ernähren sich von den Blättern von Eichen (Quercus). Die Art überwintert als Ei.

## Gefährdung und Schutz
Die Art ist in Deutschland nicht heimisch und wurde nur aus Sachsen als Irrgast gemeldet. Ältere Angaben zum Auftreten in Baden-Württemberg beruhen wahrscheinlich auf Fehlbestimmungen.